# شارب القط الباريشي
شارب القط الباريشي (الاسم العلمي:Orthosiphon parishii) هو نوع من النباتات يتبع جنس شارب القط من الفصيلة الشفوية.